# Amanda Smyth
Amanda Smyth est une écrivaine irlandaise dont le premier roman Black Rock a obtenu le prix du premier roman étranger en 2010[Où ?].

## Biographie
Amanda Smyth est née en Irlande, d'un père irlandais et d'une mère originaire de Trinidad. Si elle grandit dans le Yorkshire en Angleterre, son enfance sera émaillée de séjours plus ou moins prolongés à Trinidad. Salué par la critique anglo-saxonne, son premier roman, Black Rock, fut sélectionné pour le prix Femina en 2010, et a reçu le Prix du premier roman étranger. Il est traduit en cinq langues.
Black Rock suit le passage à l'âge adulte de Célia dans les années 1950 à la Trinité et illustre l'exploitation raciste et patriarcale dans les Caraïbes coloniales. Texte complexe et exotique, ce récit initiatique captivant avance avec force jusqu'au presque insoutenable.
Amanda Smyth enseigne l'écriture créative à Arvonet à l'université de Coventry. Elle vit à Leamington Spa avec sa famille.

## Œuvres
- Black Rock (trad. Bruno Boudard), Phébus, 2010, 352 p. (EAN 9782752904201)[7]
- Une sorte de paradis [« A Kind of Eden »] (trad. Marie-Odile Fortier-Masek), Phébus, 2015, 264 p. (ISBN 978-2752909848, EAN 9782752909848)[8].
- (en) Fortune, Peepal Tree Press Ltd, 2021, 266 p. (ISBN 978-1845235192)[9]
- (en) Look at you, Peepal Tree Press, 2025, 188 p. (ISBN 9781845235895)[10]

## Prix
- Prix du premier roman étranger 1990 pour Black Rock
- Prix Walter Scott 2022 pour Fortune